# 健康快車

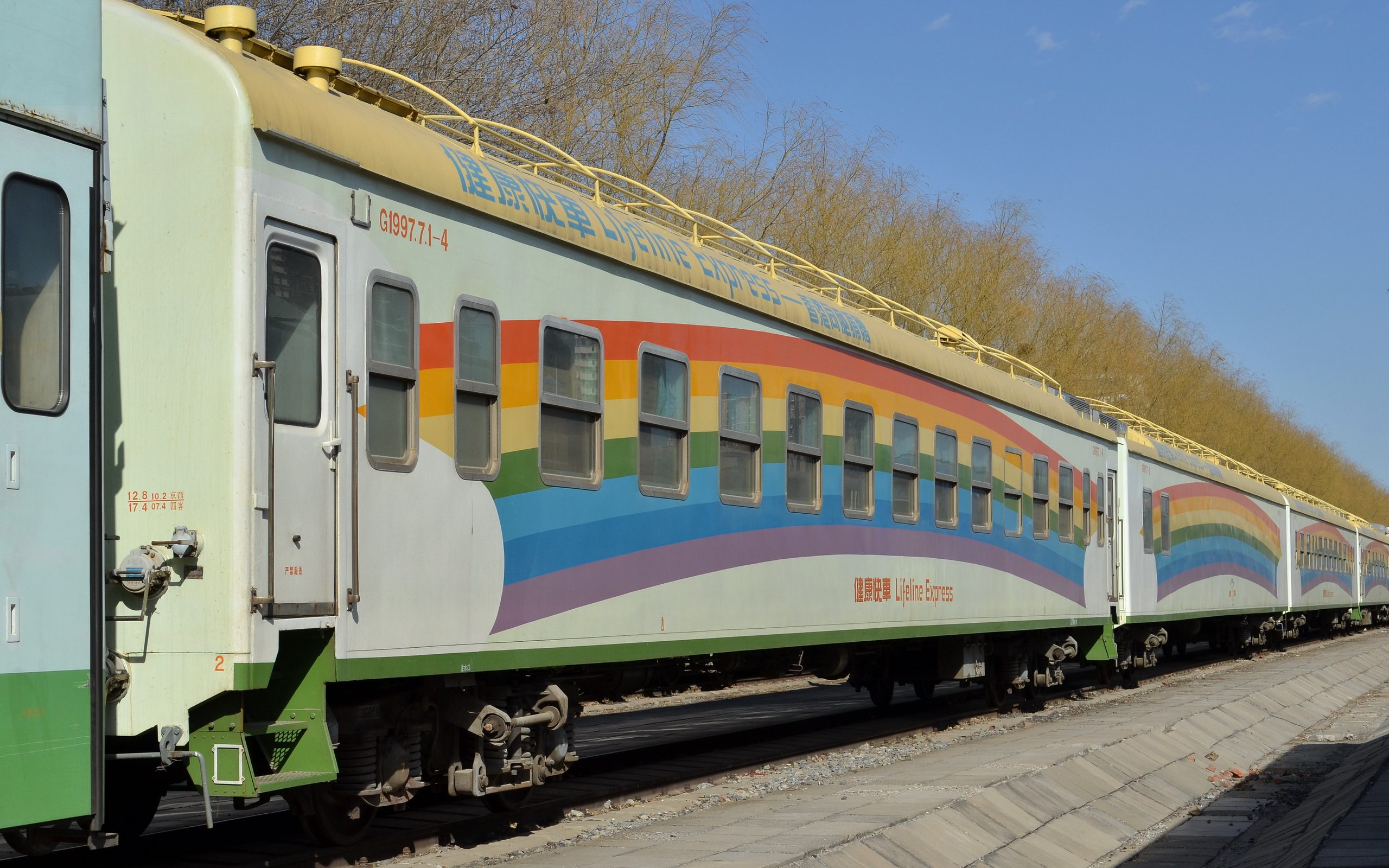
第一列健康快车（2019年3月25日退役，2021年3月18日已进入铁博东郊馆内收藏并计划对公众展出）

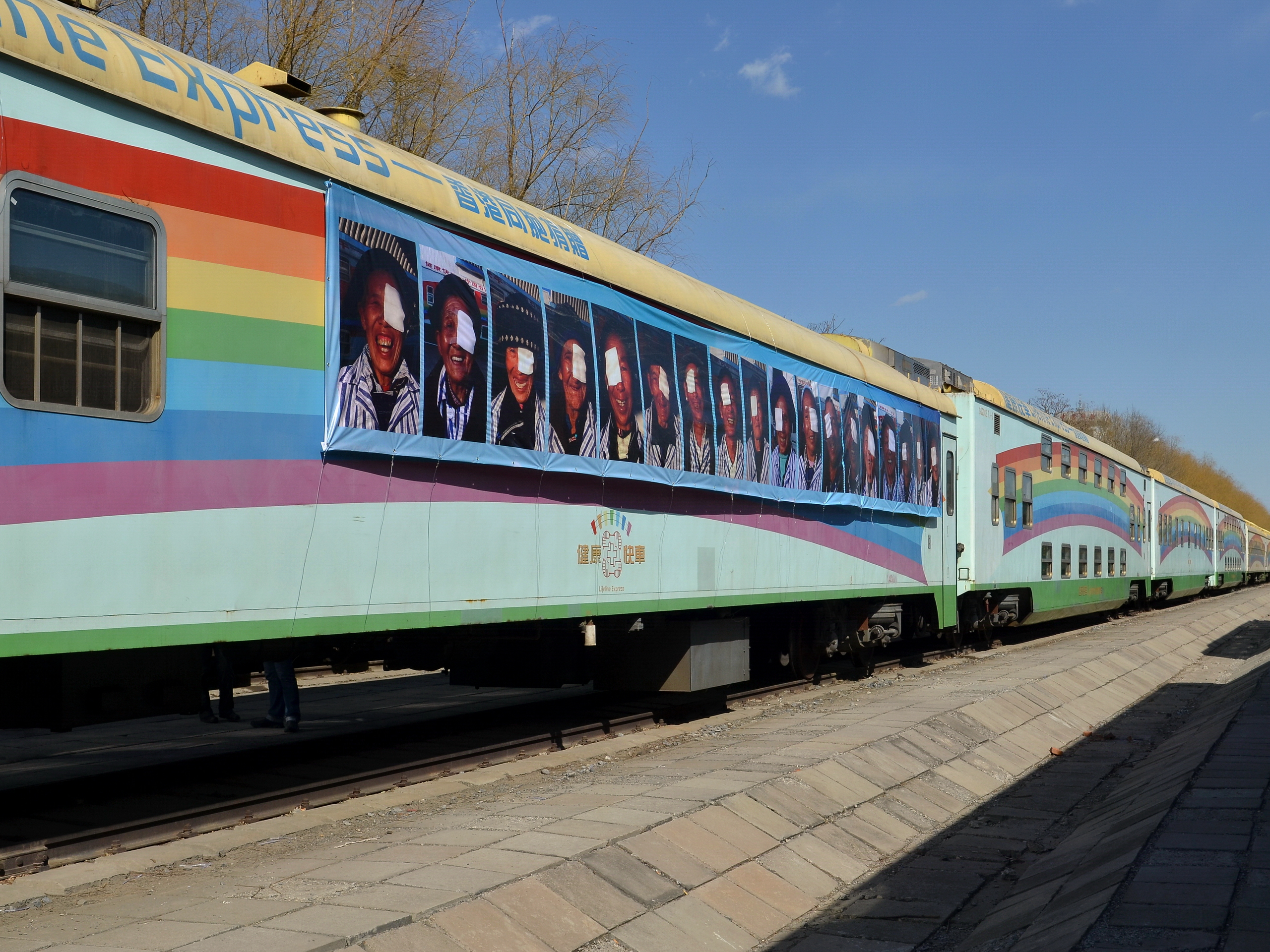
第三列健康快车

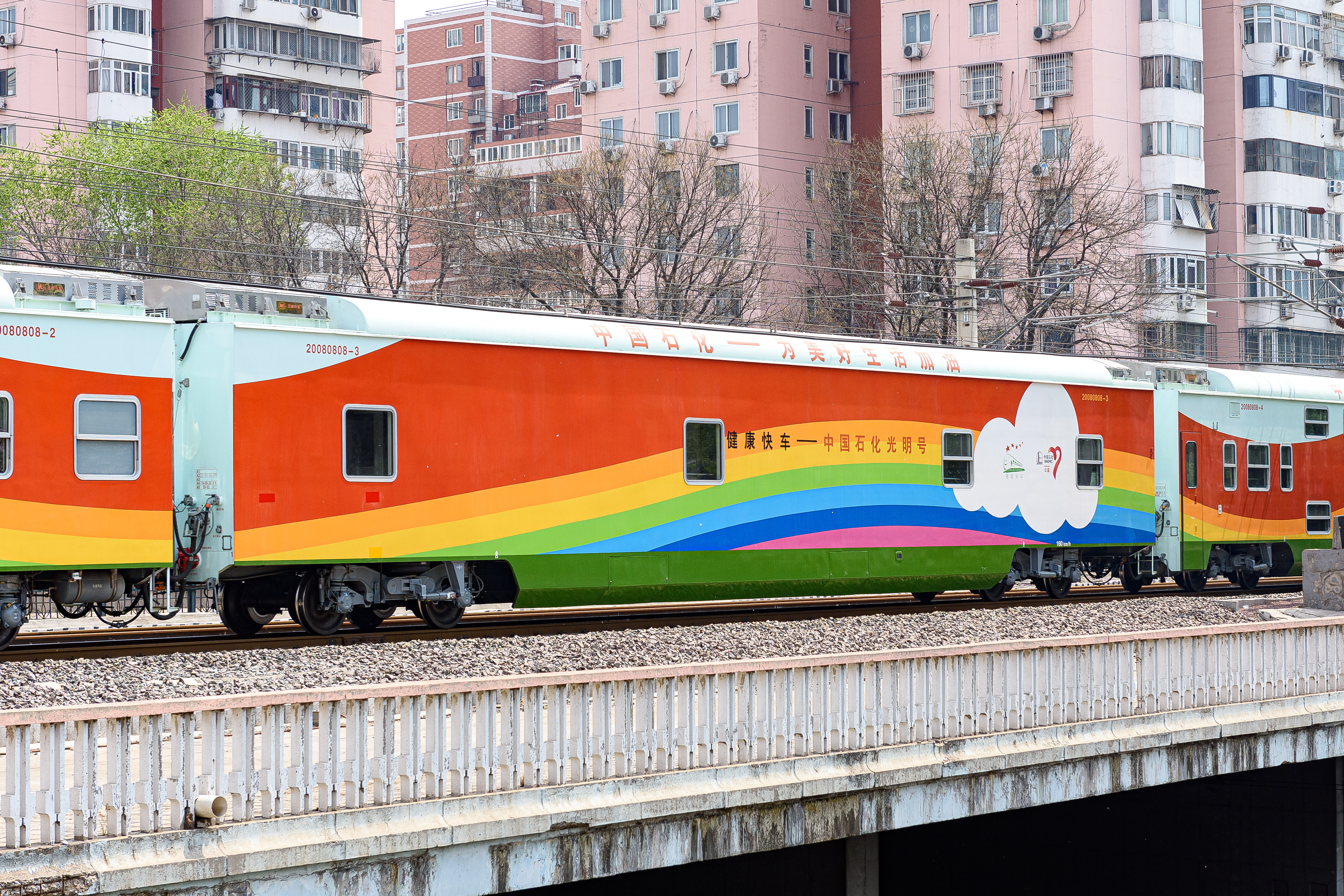
第四列健康快车，拍摄时附挂在6438次列车机后

健康快車（英語：Lifeline Express）是由香港方黄吉雯借香港回归之际组织发起，致力于免费医治中国大陆眼科疾病患者的公益项目。健康快车于1997年开始运行，通过行走在铁轨上的数节车厢，行驶至目的地后停于铁路之上，于车厢内搭建简易眼科医院，免费医治普通群众的眼科疾病，它没有固定注册地点，是中国唯一流动的、专门从事慈善医疗活动的眼科火车医院。
截至2025年1月，健康快车已开行三列，让24万白内障患者重见光明。

## 概况
健康快车是经特别设计建造的专门从事慈善医疗活动的流动的眼科列車医院，源起香港回归时香港赠送给内地的礼物。目前健康快车共有四列，由中国中车集团青岛四方机车车辆股份有限公司负责研制。其中第一列健康快車由香港明天更好基金发起、香港同胞捐建，於1997年7月1日在香港举行交车仪式，開始投入服務，第二列及第三列健康快車分別於1999年11月及2003年3月正式投入服務，均是由香港同胞捐赠的；第四列健康快車於2008年開始建造，至2009年2月20日出廠，由中国石油化工集团公司捐建，命名为「中国石化光明号」。
健康快车的经费由香港健康快车基金和中华健康快车基金会负责筹集。由中国卫生部（后改为中华人民共和国国家卫生健康委员会）、铁道部（后改为中国国家铁路集团有限公司）、國務院港澳事务辦公室、中華健康快車基金會及健康快車香港基金的代表組成“健康快車”管理委員會。
四列火車醫院配备了眼科医疗设施和志愿者眼科医生，每年到三个偏遠貧困地区服务，在每個服務地點停留3個月，為偏遠貧困地區的白內障患者免費提供复明手術治療，第四列车投入使用后每年可讓至少10000名白內障患者得到復明的機會，重過新的生活。健康快车也担负在火车医院上培训基层眼科医生的任务，并在各地区建立健康快车眼科显微手术培训中心。
截至2025年1月21日，健康快车历年服务地点覆盖28个省市自治区，共计217站，治愈人数243045人。
2019年3月25日，第一列健康快车（25G型客车，编号G1997.7.1）正式退役，该列车在2007进行了大修翻新，持续服务时间长达22年，在这组列车上复明的贫困白内障患者达8万人。2021年3月18日，退役后的列车进入中国铁道博物馆东郊馆区，由中国铁道博物馆永久收藏并计划对公众展出。

## 列車編組
四列健康快车全部配属于中国铁路北京局集团（原北京铁路局）北京车辆段，每列健康快車均為4节车厢編組，每列车由生活发电车、宿营车、手术诊疗车和病房车组成。除首列健康快车全部为单层结构车厢外，后来建造的三列健康快车均编有双层结构车厢。第一節為发电车带有會議室，為單層車；第二節為醫護人員休息室，為雙層軟卧車；第三節為手术诊疗车，共有兩個手術室及一個驗眼室，為單層車，但是高度與雙層車一樣；第四節為病人休息室，為雙層硬卧車。
第一列（2019年3月25日退役）：25G型客车，列车编号：G1997.7.1，列车冠名：香港光明号
| 车厢编号 | 1                      | 2                             | 3                      | 4                             |
| 车型     | G1997.7.1-1 生活发电车 | G1997.7.1-2 宿营车 （软卧车） | G1997.7.1-3 手术诊疗车 | G1997.7.1-4 病房车 （硬卧车） |

第二列：双层25K型客车，列车编号：Q1999.10.1，列车冠名：香港光明号
| 车厢编号 | 1                       | 2                                  | 3                       | 4                                  |
| 车型     | Q1999.10.1-1 生活发电车 | Q1999.10.1-2 宿营车 （双层软卧车） | Q1999.10.1-3 手术诊疗车 | Q1999.10.1-4 病房车 （双层硬卧车） |

第三列：双层25K型客车，列车编号：GQ2002.7.1，列车冠名：澳门光明号
| 车厢编号 | 1                       | 2                                  | 3                       | 4                                  |
| 车型     | GQ2002.7.1-1 生活发电车 | GQ2002.7.1-2 宿营车 （双层软卧车） | GQ2002.7.1-3 手术诊疗车 | GQ2002.7.1-4 病房车 （双层硬卧车） |

第四列：25T型客车（双层车，衍生自国产25T型客车），列车编号：20080808，列车冠名：中国石化光明号
| 车厢编号 | 1                     | 2                                | 3                     | 4                                |
| 车型     | 20080808-1 生活发电车 | 20080808-2 宿营车 （双层软卧车） | 20080808-3 手术诊疗车 | 20080808-4 病房车 （双层硬卧车） |

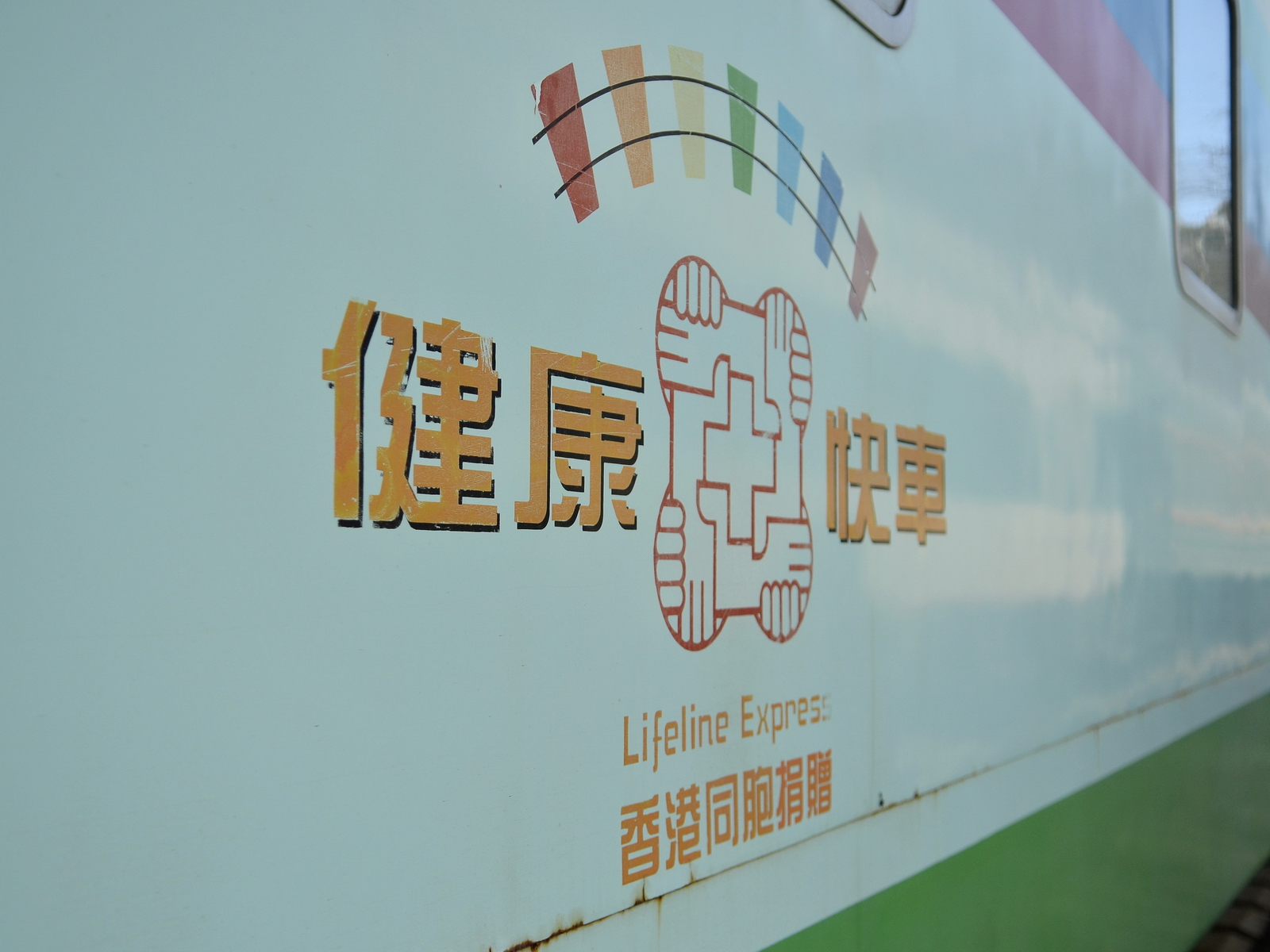
健康快车的车身标记
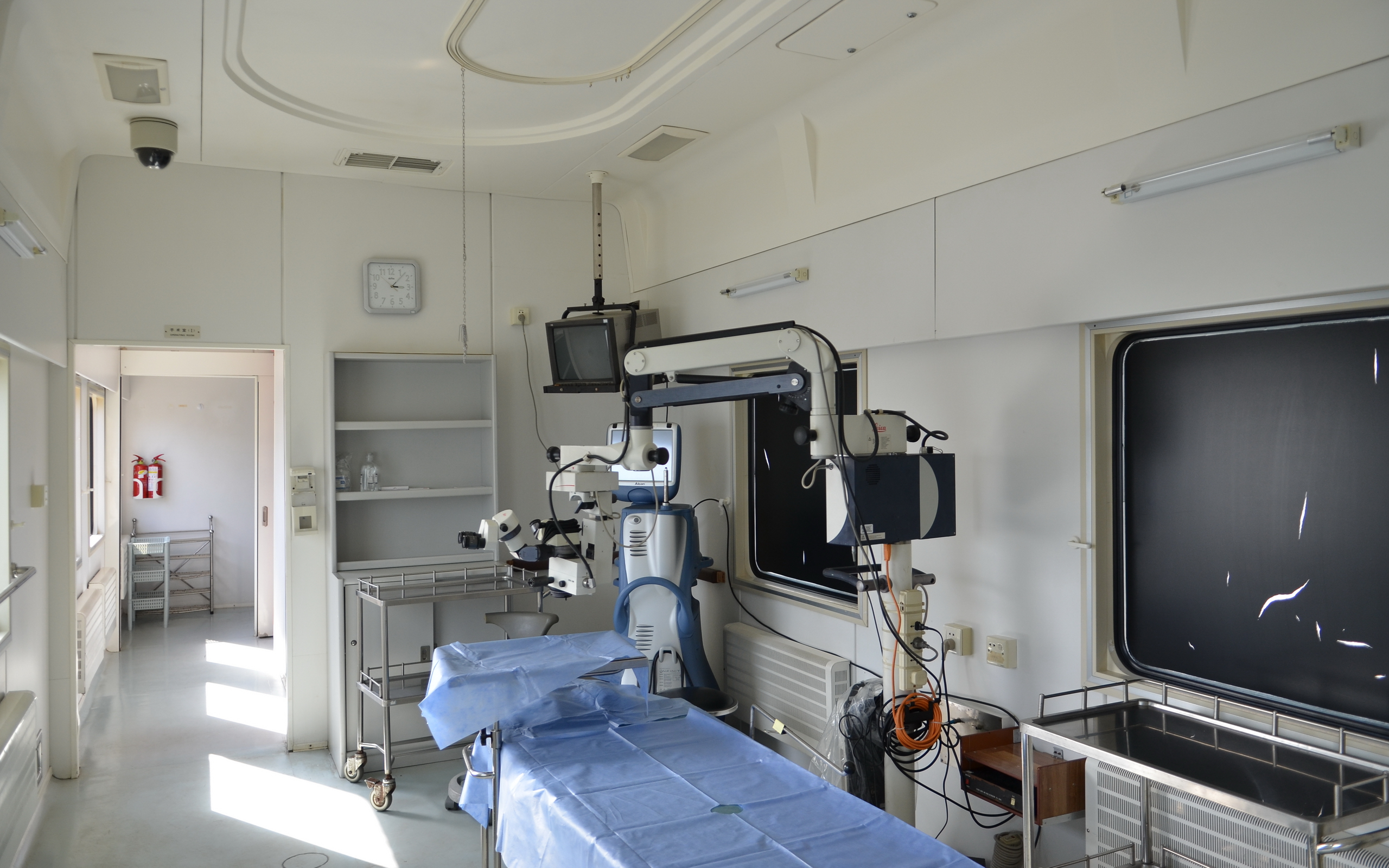
手术诊疗车内的手术室
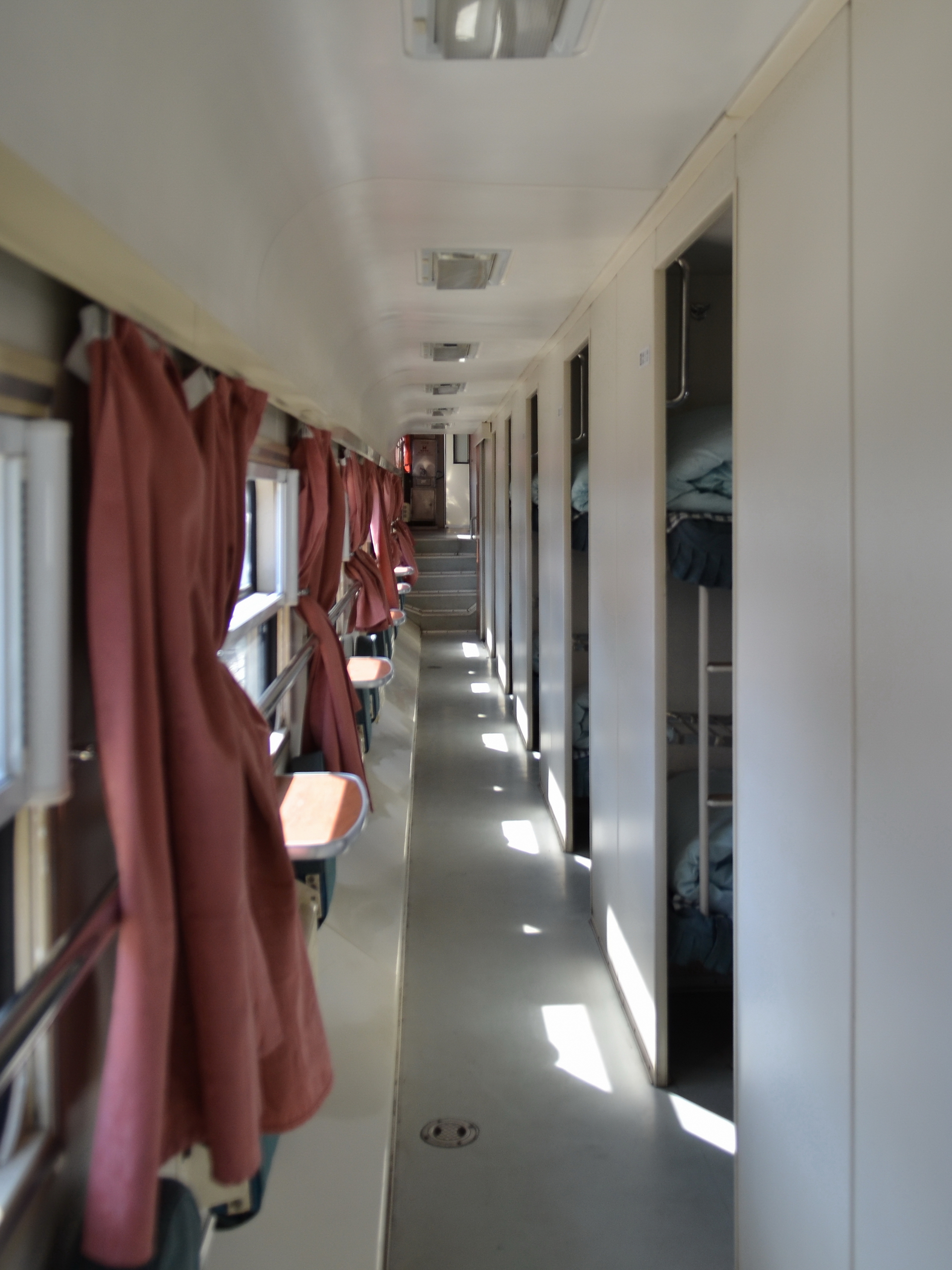
双层病房车下层内部
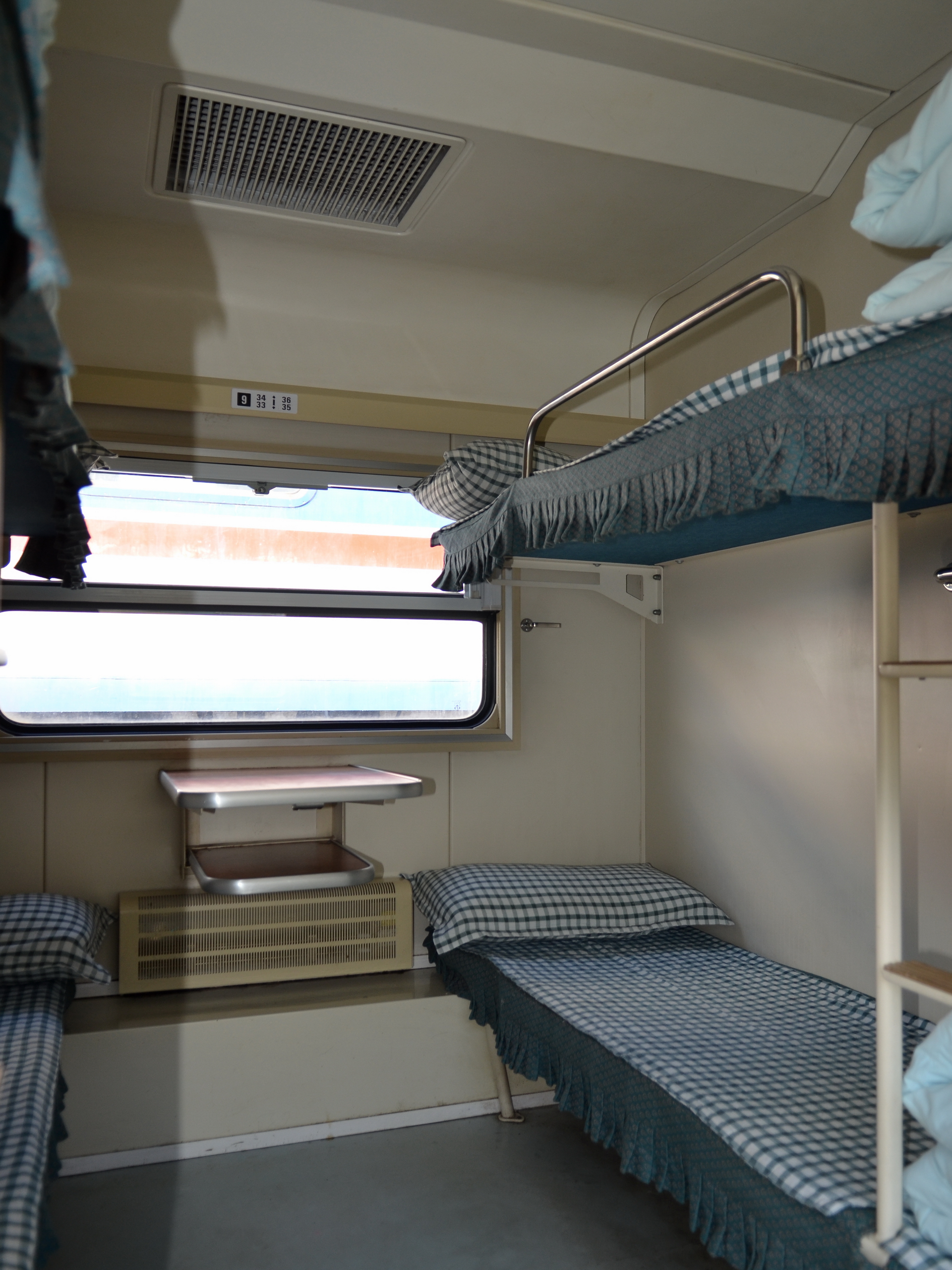
病房车内的病人休息室
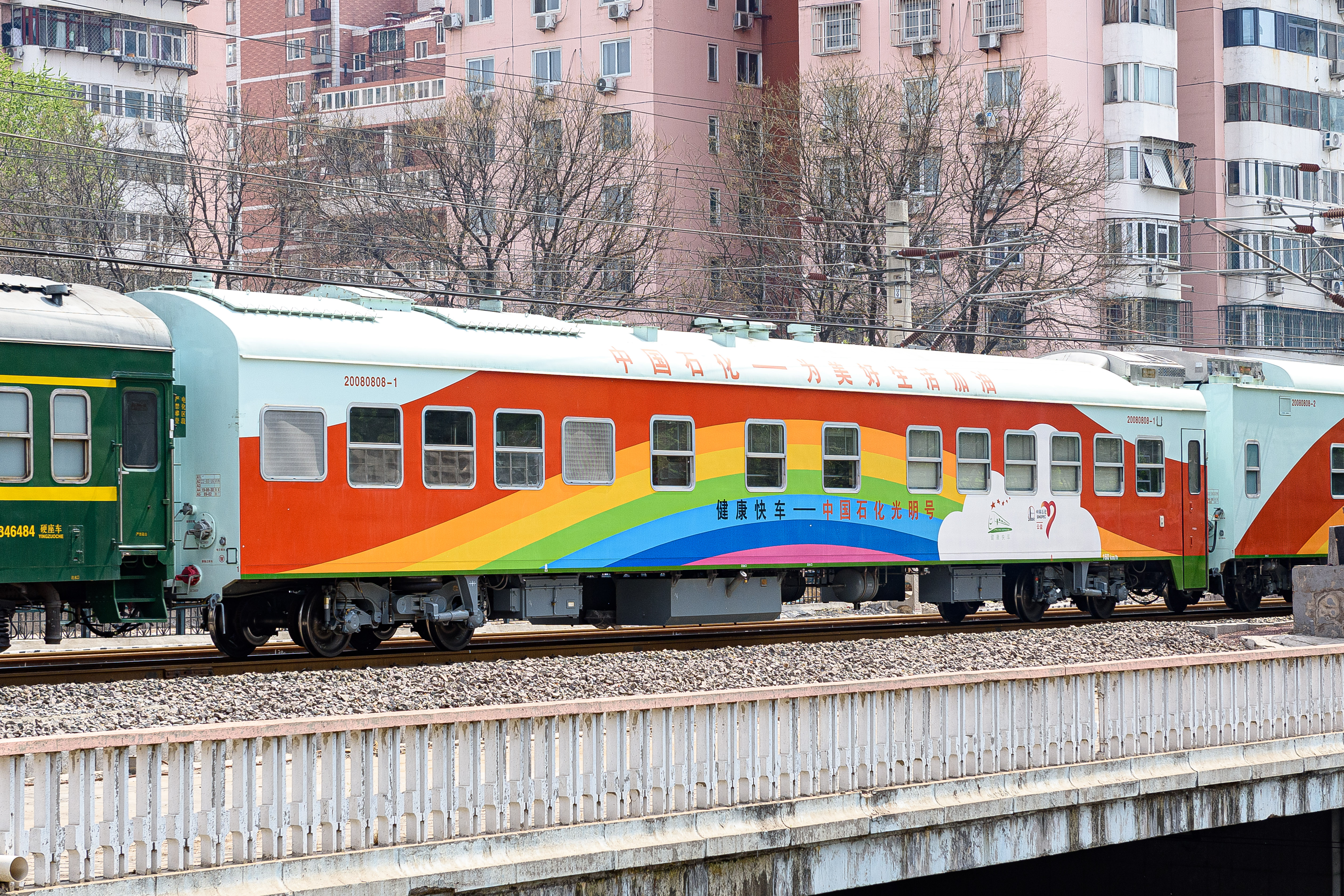
生活发电车
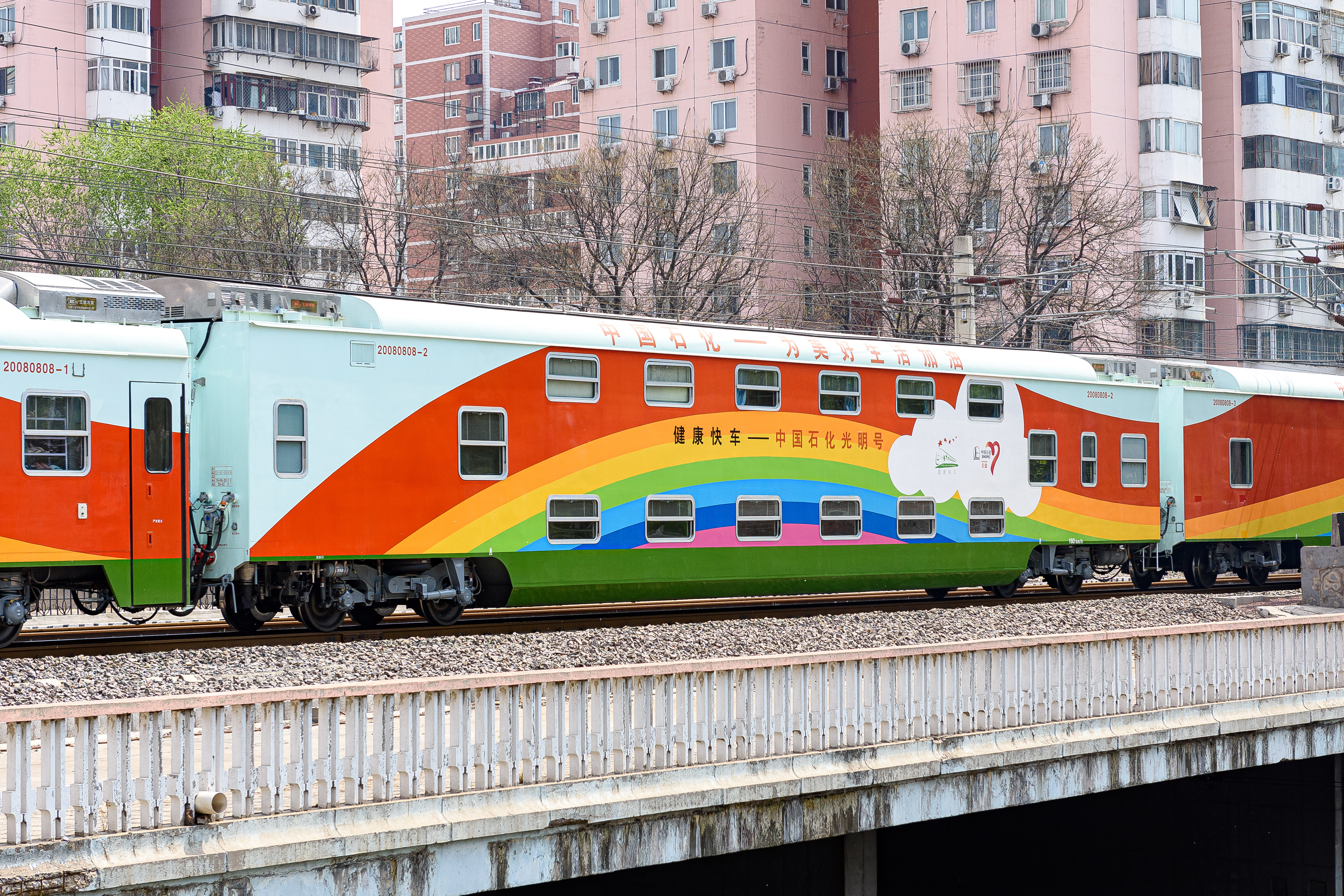
医护人员宿营车
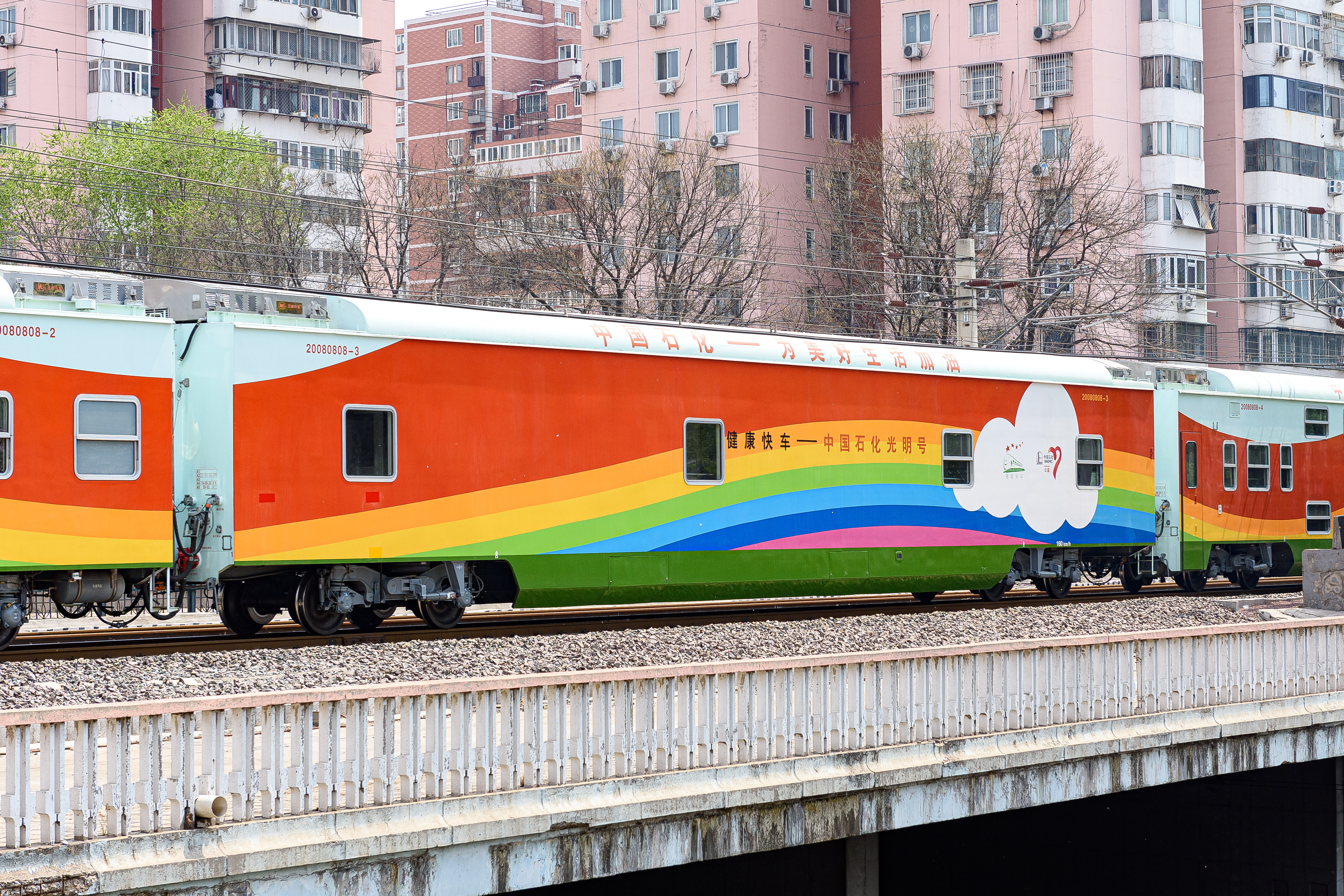
手术诊疗车
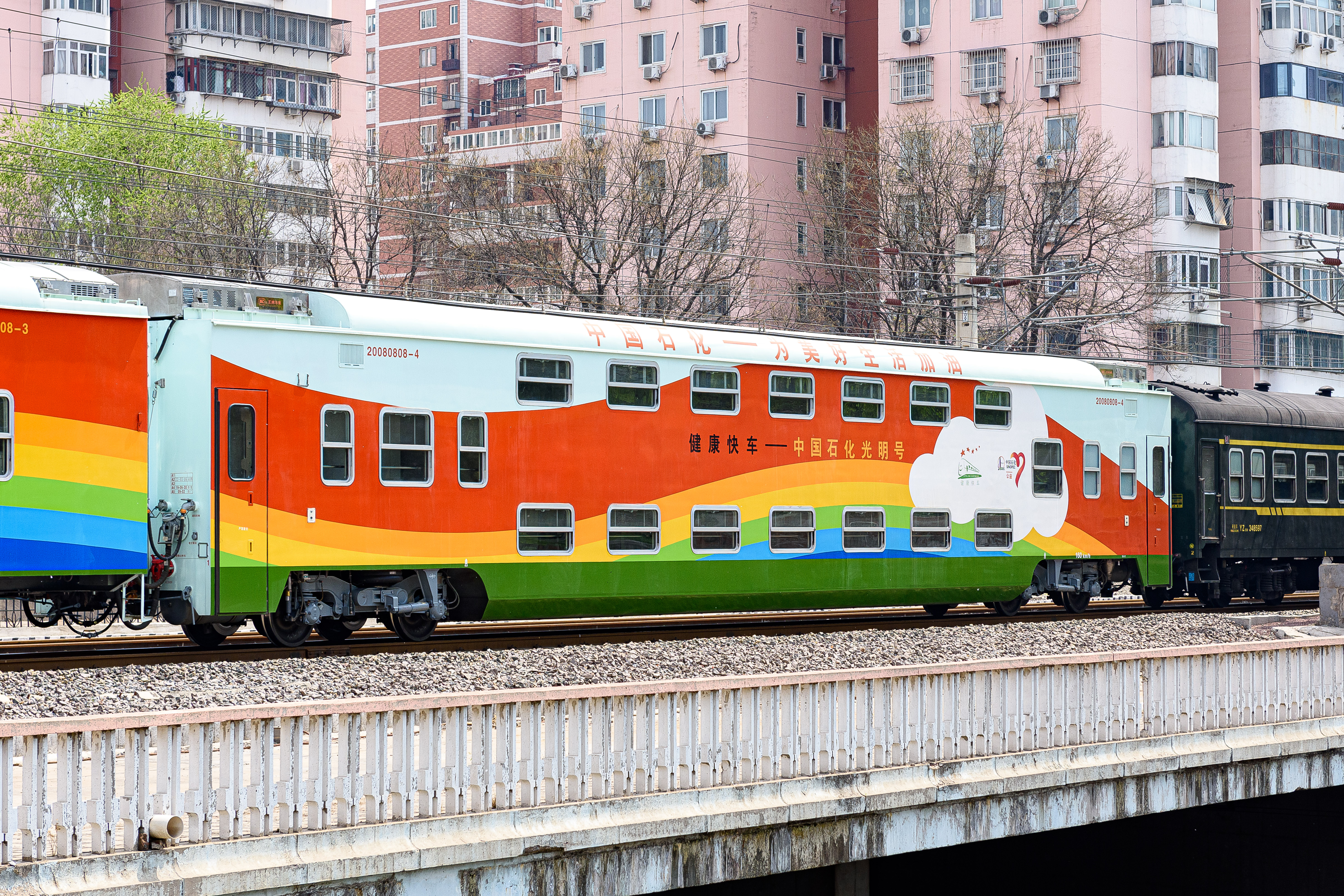
病房车
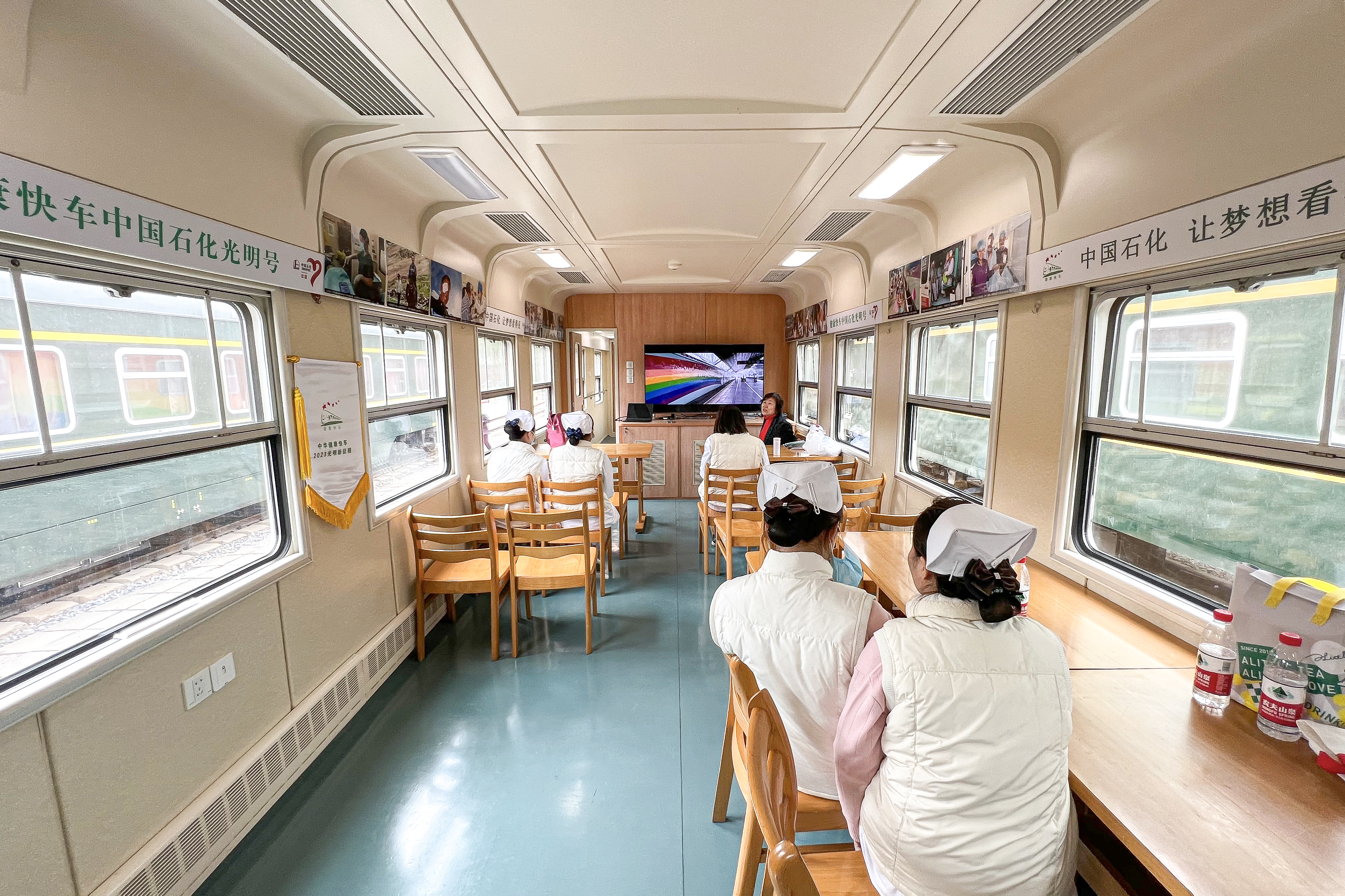
生活发电车内部
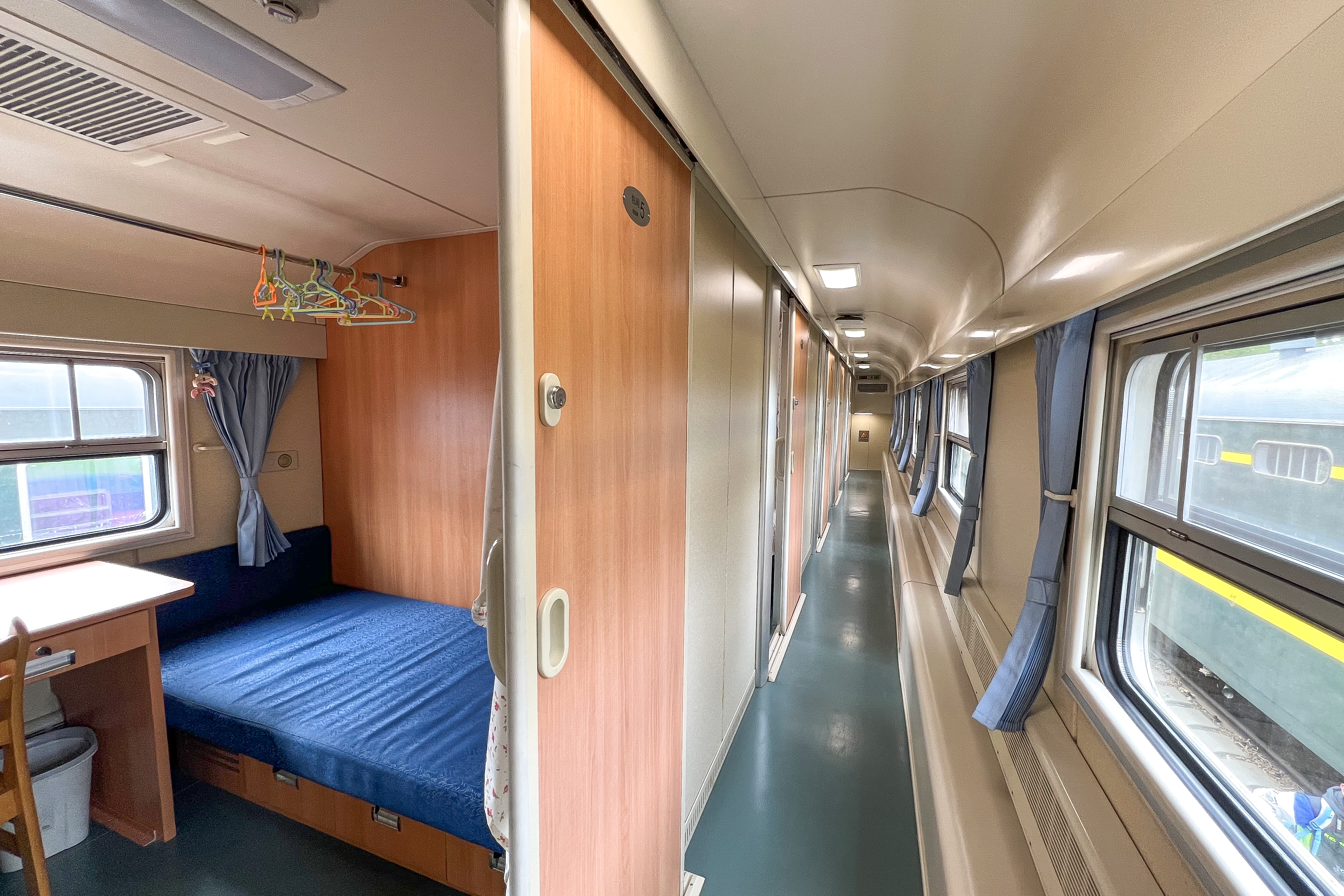
医护人员宿营车上层
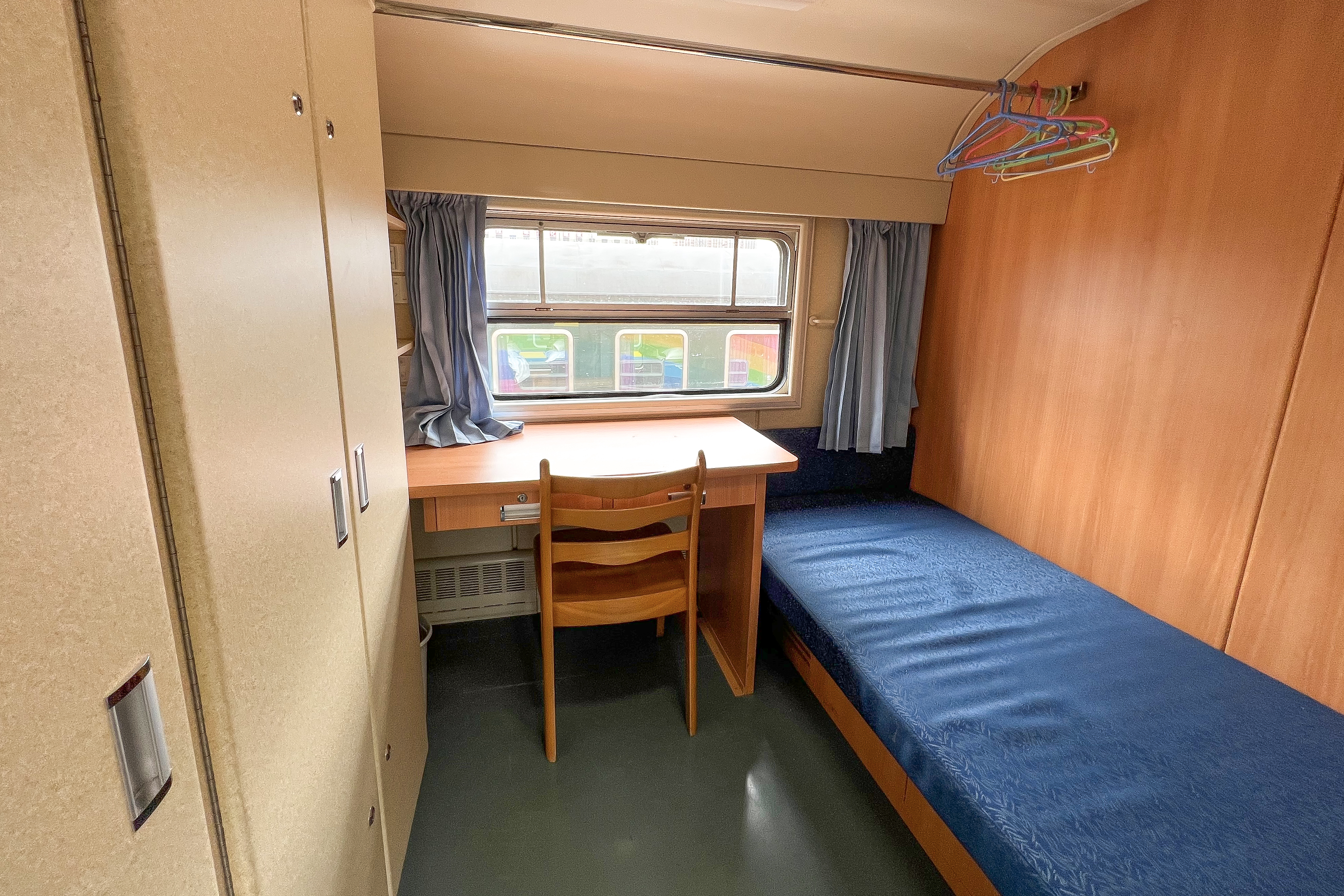
医护人员宿营车上层包厢
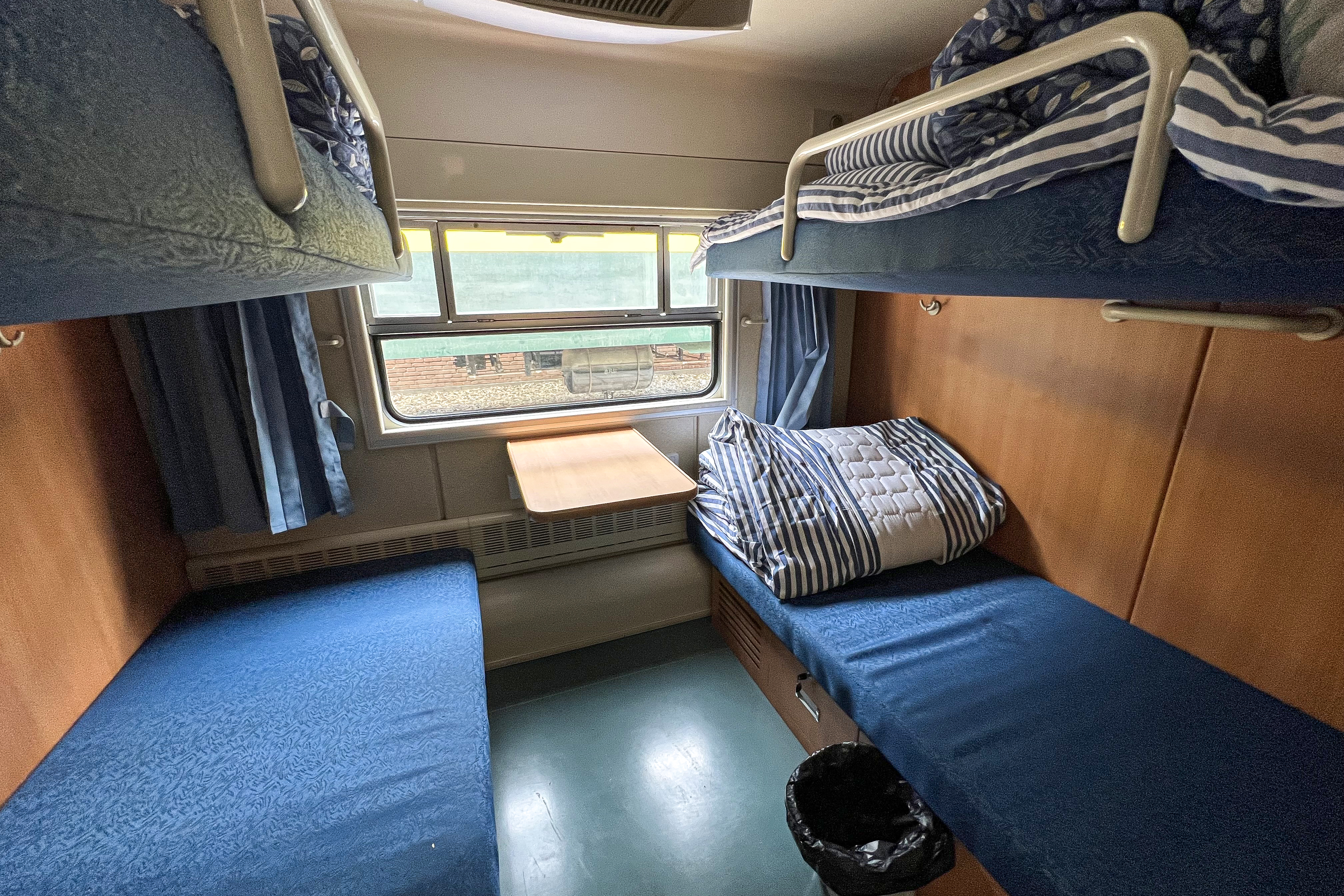
医护人员宿营车下层包厢
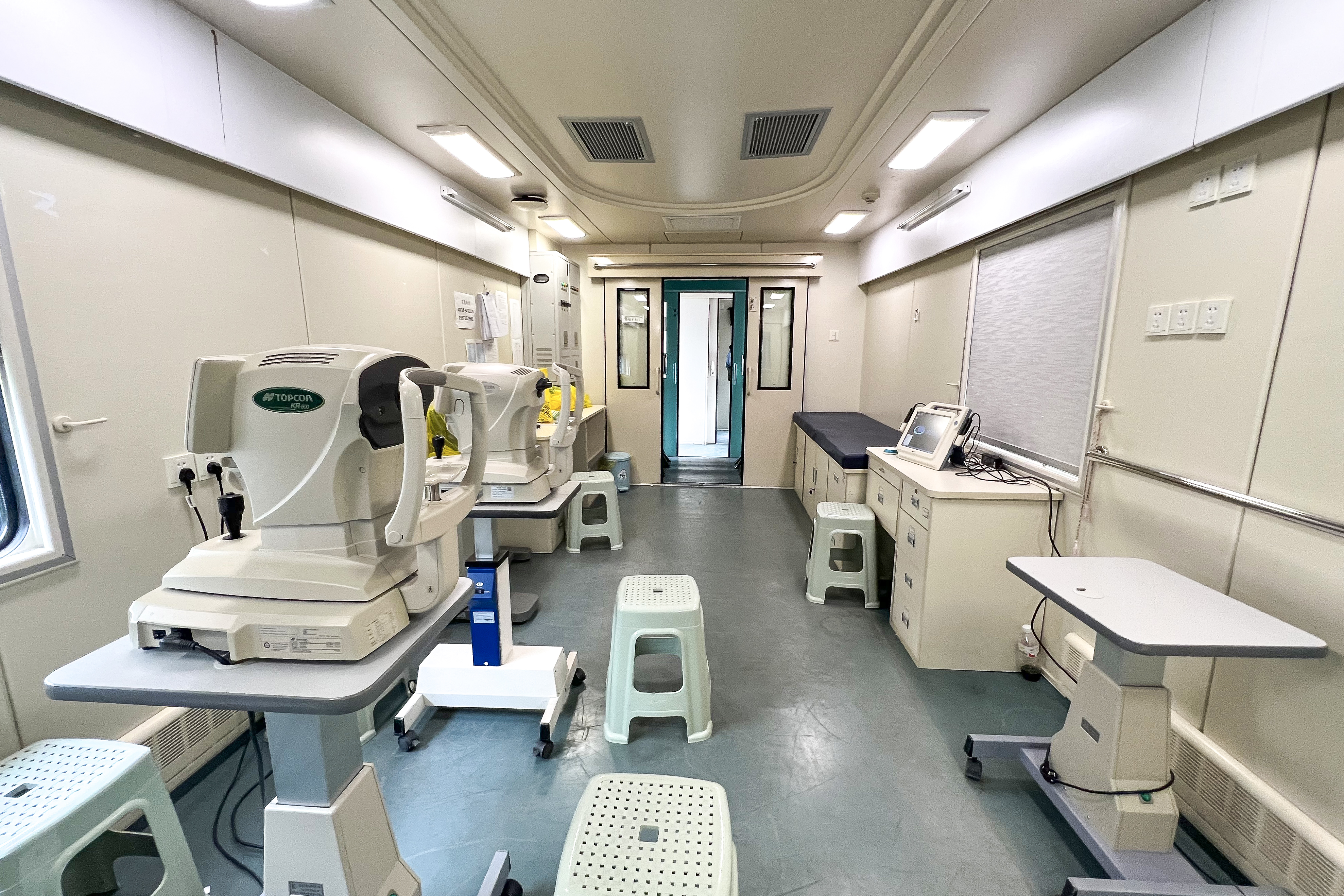
手术诊疗车验眼室
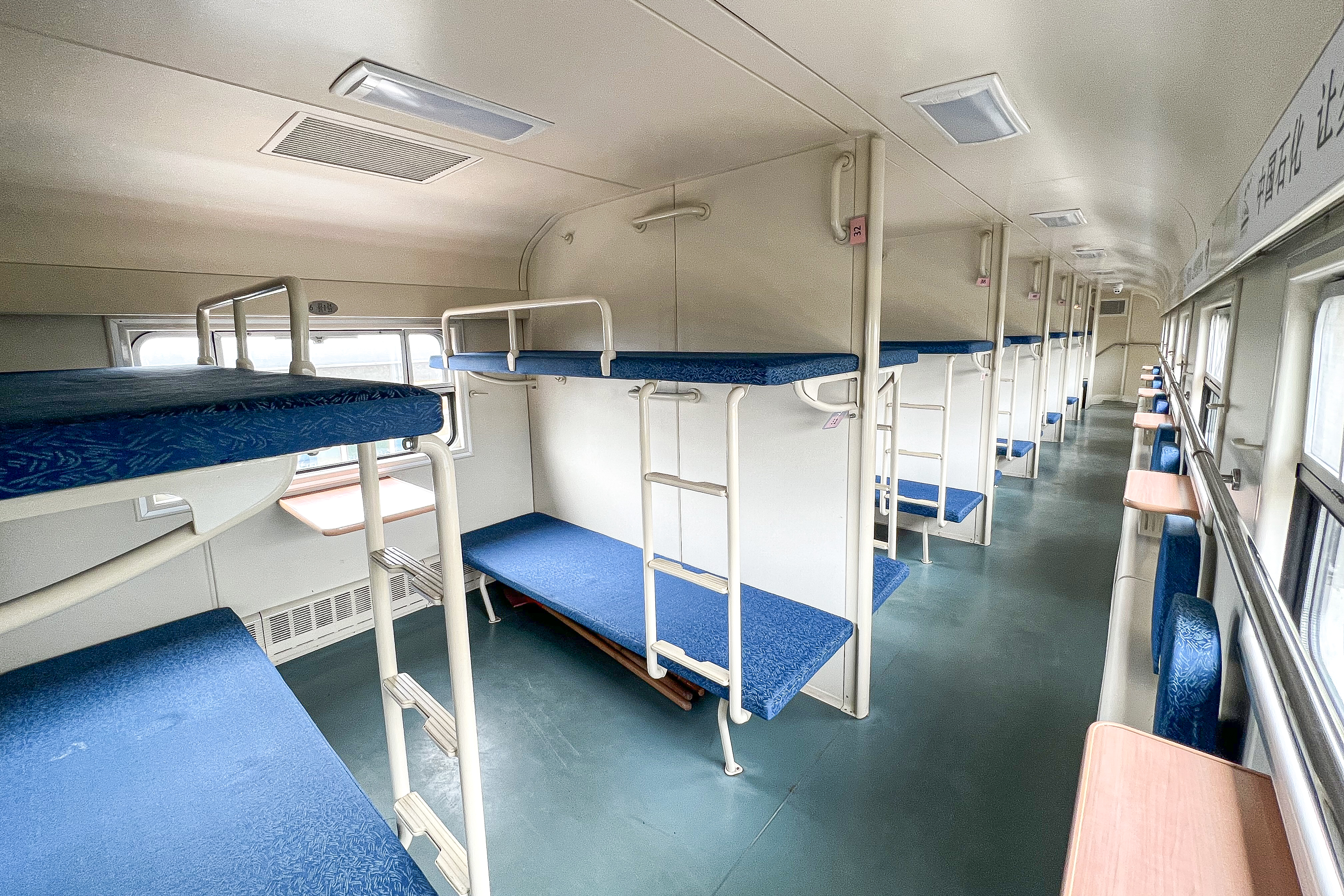
病房车上层

## 另見
- 鐵道外科